# Vijayanta
Der Vijayanta (deutsch: der Siegreiche) von Vickers ist ein indischer Kampfpanzer der 1960er- und 1970er-Jahre und als solcher eine Lizenz-Version des britischen Vickers MBT. Es war der erste in Indien hergestellte Panzer überhaupt.

## Beschreibung
Die Produktion des Vijayanta begann bei Vickers in England, wurde jedoch kurze Zeit später komplett nach Avadi nahe Chennai (Madras) im indischen Bundesstaat Tamil Nadu verlagert.
Die Hauptbewaffnung bestand aus einer ebenfalls britischen 105-mm-L7-Kanone nach NATO-Standard und zwei Maschinengewehren.
Die Leistungsdaten variierten je nach Serie und durchgeführten Modifikationen mehr oder weniger stark, die meisten Fahrzeuge waren jedoch ungefähr mit den von Israel während der Kriege von 1967 und 1973 eingesetzten Centurion Mk. XIII vergleichbar.
Der Vijayanta wurde von der indischen Armee um 1980 aus dem aktiven Dienst zurückgezogen und durch neue Panzer sowjetischer Bauart wie den T-72 (der auch in Lizenz nachgebaut wurde) ersetzt.

## Varianten
- M-46 Catapult: Indische Selbstfahrlafette, die auf dem Vijayanta-Chassis basiert, aber mit einem zusätzlichen Laufrollenpaar ausgestattet ist. Statt des Kampfpanzer-Turms ist das Fahrzeug mit einer 130-mm-Kanone M-46 ausgestattet.[2][3] Indien verfügt über 70 M-46 Catapult.[4]

Der Vickers-Konzern entwickelte auch eine 155-mm-Haubitze auf Basis des Vijayanta, die aber nach ausgiebigen Tests nicht von der indischen Armee eingeführt wurde.
- Vijayanta Kartik: Brückenlegepanzer, der 1986 von den Unternehmen CVRDE und R&DE entwickelt wurde. Das Fahrzeug basiert auf dem Chassis des Vijayanta-Panzers und ist mit hydraulisch ausklappbaren Brückensegmenten ausgestattet. Die im ausgefahrenen Zustand 20 Meter lange Brücke können Fahrzeuge der militärischen Lastenklasse 60 überqueren und sie zählt zu den größten Panzerschnellbrücken der Welt. Sämtliche Fahrzeuge der indischen Armee können problemlos über diese Brücke fahren, inklusive der Kampfpanzer Arjun und T-90.[6]